# ¡Mayday!
I ¡Mayday! sono un gruppo musicale hip hop statunitense.
Diventano famosi nel 2006 con il singolo "Groundhog Day", feat. Cee-Lo Green, che ricevette due milioni di visite su YouTube in un solo giorno di pubblicazione. Nella loro carriera hanno pubblicato un totale di 7 album, raggiungendo il massimo successo con ¡MursDay!, del 2014.

## Formazione
- Bernz, cantante
- Wrekonize, cantante
- Plex Luthor, tastiere e chitarra
- NonMS, percussioni
- L T Hopkins, batteria
- Gianni Cash, basso

## Discografia

### Album
- ¡Mayday!, 2006
- Stuck on an Island, 2010
- Take Me to Your Leader, 2012
- Believers, 2013
- ¡MursDay!, 2014
- Future Vintage, 2015
- Search Party, 2017
- South of 5th, 2018
- Minute to Midnight 00:57, 2020

### EP
- On 2 Something, 2009
- The Thinnest Line, 2009
- Technology, 2009
- Thrift Store Halos, 2012
- The Thinnest Line, Pt. II, 2019